# Славковце
Славковце (словац. Slavkovce) — село, громада в окрузі Михайлівці, Кошицький край, Словаччина. Село розташоване на висоті 103 м над рівнем моря. Населення — 609 чол. (85 % — словаки, 8 % — українці, 7 % — цигани. Вперше згадується в 1315 році. В селі є невелика бібліотека та футбольне поле.

## Населення
| Рік:            | 1994. | 2004.    | 2014.    | 2024.   |
| --------------- | ----- | -------- | -------- | ------- |
| Кількість осіб: | 513   | 609      | 674      | 739     |
| Різниця:        |       | +18,71 % | +10,67 % | +9,64 % |

| Рік:            | 2023. | 2024.   |
| --------------- | ----- | ------- |
| Кількість осіб: | 728   | 739     |
| Різниця:        |       | +1,51 % |

## Пам'ятки
У селі є греко-католицька церква зіслання Святого Духа з 1805 року в стилі бароко-класицизму.